# Filippo Livigni
Filippo Livigni (1750 circa) è stato un librettista italiano.
Non si conosce quasi nulla sulla vita di questo librettista, che fu tra i più prolifici a Venezia nella seconda metà del XVIII secolo. L'analisi dei testi dei suoi libretti ha fatto ipotizzare origini napoletane e un possibile soggiorno a Parigi.
I libretti del Livigni si adeguano, per ambientazione, uso delle voci e utilizzo di trovate sceniche, agli usi dell'opera buffa settecentesca. In alcuni lavori il Livigni fa ricorso all'espediente inusuale dell'ambientazione notturna, che contribuisce, grazie all'oscurità, a creare situazioni comiche.

## Libretti
Tutti i libretti del Livigni sono drammi giocosi, ed ebbero la prima rappresentazione in teatri veneziani. Alcune di queste opere ebbero in seguito altre numerose rappresentazioni, sia in Italia che in Europa.
- L'innocente fortunata, musica di Giovanni Paisiello, teatro San Moisè, carnevale 1773
- La serva per amore, musica di Baldassare Galuppi, teatro San Samuele, ottobre 1773
- La frascatana, musica di Giovanni Paisiello, teatro San Samuele, autunno 1774
- Il marchese carbonaro, musica di Francesco Salari, teatro San Moisè, carnevale 1776
- La molinara, musica di Domenico Fischietti, teatro San Samuele, carnevale 1778
- I viaggiatori felici, musica di Pasquale Anfossi, teatro San Samuele, ottobre 1780
- Giannina e Bernardone, musica di Domenico Cimarosa, teatro San Samuele, autunno 1781
- Il convito, musica di Domenico Cimarosa, teatro San Samuele, carnevale 1782
- La finta principessa, ossia Li due fratelli Pappamosca, musica di Felice Alessandri, teatro San Moisè, autunno 1782
- I puntigli gelosi, musica di Felice Alessandri, teatro San Samuele, carnevale 1783
- Lo sposo di tre e marito di nessuna, musica di Luigi Cherubini, teatro San Samuele, novembre 1783
- I castellani burlati, musica di Giovanni Valentini, teatro San Moisè, carnevale 1785
- La moglie capricciosa, musica di Giuseppe Gazzaniga, teatro San Moisè, autunno 1785
- Le rivali in puntiglio, musica di Luigi Caruso, teatro San Moisè, carnevale 1786
- Le gelosie fortunate, musica di Pasquale Anfossi, teatro San Samuele, autunno 1786
- I due fratelli ridicoli (Li fratelli ridicoli) (dramma giocoso in due atti, musica di Giuseppe Nicolini, Roma, Teatro Valle, autunno 1798)